# Alina Hartmann
Alina Wayan Hartmann (* 23. Oktober 1995 in Bamberg) ist eine deutsche Basketballspielerin.   

## Laufbahn
Die 1,83 m große Athletin spielte bis 2014 beim Erstligisten DJK Brose Bamberg und galt als großes Talent im deutschen Damen-Basketball. Dies drückte sich auch darin aus, dass sie in die Auswahlmannschaft der U16-Auswahl des DBB berufen wurde und bereits als 17-Jährige unter Bundestrainerin Alexandra Maerz in der A-Nationalmannschaft debütierte. In ihrem zweiten A-Länderspiel erzielte sie im Aufeinandertreffen mit Finnland ihre ersten sieben Punkte im Nationaltrikot.
Nachdem die DJK Brose Bamberg in der Saison 2013/2014 aus der 1. Bundesliga abstieg (in jener Spielzeit erzielte Hartmann mit 9,8 Punkten pro Einsatz den besten Mittelwert ihre Bamberger Bundesliga-Zeit), wechselte sie nach Boulder (US-Bundesstaat Colorado) zu den Colorado Buffaloes der University of Colorado. Die Zeit an der Hochschule glich Hartmanns Angaben nach militärischem Drill, zur Saison 2015/16 kehrte Hartmann nach Deutschland zurück und schloss sich dem Bundesligisten SV Halle an.
Nach zwei Jahren in Halle ging sie in der Sommerpause 2017 zum TuS Bad Aibling (ebenfalls Bundesliga). Zu Jahresbeginn 2019 wechselte sie aus Bad Aibling innerhalb der Bundesliga zum TSV 1880 Wasserburg. Im Mai 2019 zog es Hartmann zu den Cockburn Cougars nach Australien. In der State Basketball League (SBL) kam sie auf Mittelwerte von 17,4 Punkten und 10,2 Rebounds je Begegnung.
In der Saison 2019/20 stand sie in Diensten von Advisoria Boet Mataró (dritte Liga Spanien), 2020/21 spielte sie im selben Land beim Erstligisten Spar Gran Canaria. Ende Dezember 2021 wechselte Hartmann innerhalb Spaniens höchster Spielklasse zu Innova TSN Leganés und blieb dort bis zum Ende der Saison 2021/22. Hartmann kehrte zu den Cockburn Cougars nach Australien zurück, spielte für den Verein in der Sommersaison 2022 diesmal in der NBL1.
Zur Saison 2022/23 ging sie zu den Rutronik Stars Keltern und spielte bis Dezember 2022 bei dem Bundesligisten. Mitte Januar 2023 vermeldete der spanische Zweitligist Recoletas Zamora ihre Verpflichtung. 2023 erreichte sie mit Deutschland bei der Europameisterschaft das Viertelfinale. Nach dem dortigen Ausscheiden sicherte man sich den sechsten Platz.
In der Sommerpause 2023 wurde ihr Wechsel zum BC Namur Capitale (Belgien) verkündet. Hartmann ging 2024 zum italienischen Zweitligisten Della Fiore Broni.